# إعلان القاهرة 2020
عُقدَ اجتماعٌ في القاهرة في السادس من حزيران/يونيو 2020 بين الرئيس المِصري عبد الفتاح السيسي والقادة المُرتبطين بالجيش الوطني الليبي، بما في ذلك خليفة حفتر وعقيلة صَالح. كانت المُعارضة الرئيسية للجيش الوطني الليبي في الحَرب الأهليَّة هي حكومة الوفاق الوطني المُعترف بها مِن الأمم المتحدة. اقتَرَحَ الإعلان وقفَ جميع الأعمال العدائيّة اعتبارًا من الثامن من حزيران/يونيو 2020، وسحب جميع القُوات الأجنبية والمُرتزقة، ونَزع سلاح السكان وتسليم جميع الأسلحة إلى الجيش الوطني الليبي، ثُم إجراء انتخاباتٍ وطنيَّة.

## خلفية
شنَّ ما يُعرف بالجيش الوطني الليبي في نيسان/أبربل من عام 2019 هجومًا للسيطرة على العاصمة طرابلس من يدِ حكومة الوفاق الوطني. حقّقت قوات حفتر – المدعومة من مصر ومن عددٍ من الدول العربيّة الأخرى – تقدمًا أوليًا على الأرض لكنها فشلت في دخول طرابلس قبل أن تتمكّن قوات حكومة الوفاق الوطني – المدعومة من تركيا – في صدّ الهجوم وبدءِ هجومٍ عكسيّ متمكّنة من السيطرة على عددٍ من المدن في الغرب الليبي والتحضير لمعركة دخول مدينة سرت الاستراتيجيّة.

## ردود الفعل

### محليًا
- : أعلنت حُكومَة الوفاق الوطني رفضَ المُقترَح.

### دوليًا
الدول العربيّة
- الجزائر: قال المتحدث الرسمي باسم الرئيس الجزائري بلعيد محند أوسعيد إنّ الجزائر تُرحِّب بإعلان القاهرة الهادف إلى حل سياسي للأزمة الليبية ووقف الأعمال العدائيّة.[5]
- البحرين: في اتصال هاتفي مع الرئيس المصري، أكّد ملك البحرين حمد بن عيسى آل خليفة دعمه للمبادرة الهادفة إلى تحقيق الأمن والاستقرار في ليبيا ووقف التدخلات الخارجيّة فيها.[6]
- الكويت: رحبت وزارة الخارجية الكويتية في بيانٍ رسميّ بالمبادرةِ التي قدمها الرئيس المصري عبد الفتاح السيسي من أجل تحقيقِ السلام في ليبيا.[7]
- الأردن: قال وزير الخارجية الأردني أيمن الصفدي إنّ المملكة الأردنيّة تُقدر الجهود المصرية التي أسفرت عن إعلان القاهرة ووصف المبادرة بأنها «إنجازٌ مهم» وأكّد أنها منسجمة مع المبادرات الدولية، كما دعم التوصل إلى حل سياسي للأزمة الليبية يحمي ليبيا ووحدتها واستقرارها من خلال الحوار الليبي.
- المملكة العربية السعودية: قالت المملكة العربية السعودية في بيانٍ رسمي إنها تُرحِّب بالجهود التي تبذلها مصر لحل النزاع في ليبيا، كما حثت المملكة كلا الجانبين على البدء الفوري في مفاوضات السلام التي ترعاها الأمم المتحدة.[8]
- الإمارات العربية المتحدة: أشادت الإمارات في بيانٍ صادرٍ عن وزارة الخارجية والتعاون الدولي بما وصفتهُ «تصميم القاهرة على تجنيبِ الشعب الليبي المزيد من إراقة الدماء وتمهيد الطريق لبدء عملية سياسية شاملة.»[9]

الدول الغربيّة
- فرنسا: رحَّب الرئيس الفرنسي إيمانويل ماكرون بالمبادرة، مُشيرًا إلى أهميّة التوصل إلى حل سياسي يتوافق مع قرارات الأمم المتحدة ذات الصلة والجهود الدوليّة.[10]
- ألمانيا: في اتصال هاتفي مع الرئيس المصري، أشادت المستشارة الألمانية أنجيلا ميركل بالجهود المصرية البنَّاءة للوصولِ لحلٍ للأزمة الليبية.
- جنوب أفريقيا: في مكالمة هاتفية مع الرئيس المصري، أكّد رئيس جنوب إفريقيا سيريل رامافوزا لنظيره المصري أن المبادرة تأتي انسجامًا مع جهود الاتحاد الأفريقي في ليبيا والتي تهدف إلى تسوية الأزمة الليبية سلميًا.[11]
- روسيا: في اتصالٍ هاتفي مع نظيره المصري، أشاد الرئيس الروسي فلاديمير بوتين بإعلان القاهرة، كما أشادَ بتاريخ إطلاقها والإطار الشامل الذي يُوفِّرُ مقترحًا متكاملًا وبنَّاءً لتسوية الأزمة.[12]
- تركيا: رفضَ وزير الخارجية التركي مولود جاويش أوغلو الاقتراح باعتباره محاولةً لإنقاذ حفتر بعد الخسائر التي تكبدها في ساحة المعركة.[13]
- المملكة المتحدة: رحّب مكتب الخارجية البريطانية بالجهود التي تبذلها مصر لتشجيعِ قادة شرق ليبيا على دعم وقف إطلاق النار، وأكد أن الجيش الوطني الليبي وحكومة الوفاق الوطني بحاجة إلى الانخراط بشكلٍ عاجلٍ في محادثات الأمم المتحدة 5 + 5 من أجل الوصولِ إلى حل شامل.[14]
- الولايات المتحدة: رحبت سفارة الولايات المتحدة في ليبيا بالجهود التي تبذلها مصر وغيرها لدعم العودة إلى المفاوضات السياسية التي تقودها الأمم المتحدة وإعلان وقف إطلاق النار داعيةً جميع الأطراف إلى المشاركة بشكل جيّد من أجل وقف القتال والعودة إلى المفاوضات السياسية التي تقودها الأمم المتحدة.[15]